# Westfront (Eerste Wereldoorlog)
Het westfront in de Eerste Wereldoorlog was het 750 km lange front in Frankrijk en België tussen de legers van de geallieerden en het Duitse Keizerrijk.
In tegenstelling tot het beweeglijke oostfront veranderde het verloop van het westfront tussen 1914 en 1918 nauwelijks. Het front bestond aan beide zijden voornamelijk uit loopgraven.

## Frontverloop
In België liep het front vier jaar lang door West-Vlaanderen: van de duinen en stranden in Nieuwpoort langs de IJzer over Diksmuide, via het kanaal Ieper-IJzer richting Ieper, waar het oostelijk in een boog omheen liep (de Ieperboog). Het passeerde Wijtschate en Ploegsteert. Rijsel en Armentiers waren in Duitse handen. Vandaar liep het verder door het Noord-Franse heuvelland, langs de Somme en Verdun tot aan de Vogezen en de Frans-Zwitserse grens in Belfort (na de oorlog, door het Verdrag van Versailles, is deze grens verlegd tot het huidige Basel).

## 1914

### Duitse aanval
Terwijl de Duitse politiek ervan uitging dat Engeland neutraal zou blijven, had het Duitse opperbevel intussen een krijgsplan klaar, het 'von Schlieffenplan', dat die neutraliteit onmogelijk zou maken. Het plan hield in om via België vanuit het noorden Frankrijk binnen te vallen. Volgens het Verdrag van Londen (1839) stonden de Britten in voor de Belgische neutraliteit. Toen die op 4 augustus werd geschonden en de Duitse Uhlanen brandschattend naar de forten rond Luik trokken, restte Londen niets anders dan Berlijn een ultimatum te stellen. Omdat dit door de Duitsers genegeerd werd, volgde hieruit dat vanuit Engeland de oorlog verklaard werd.

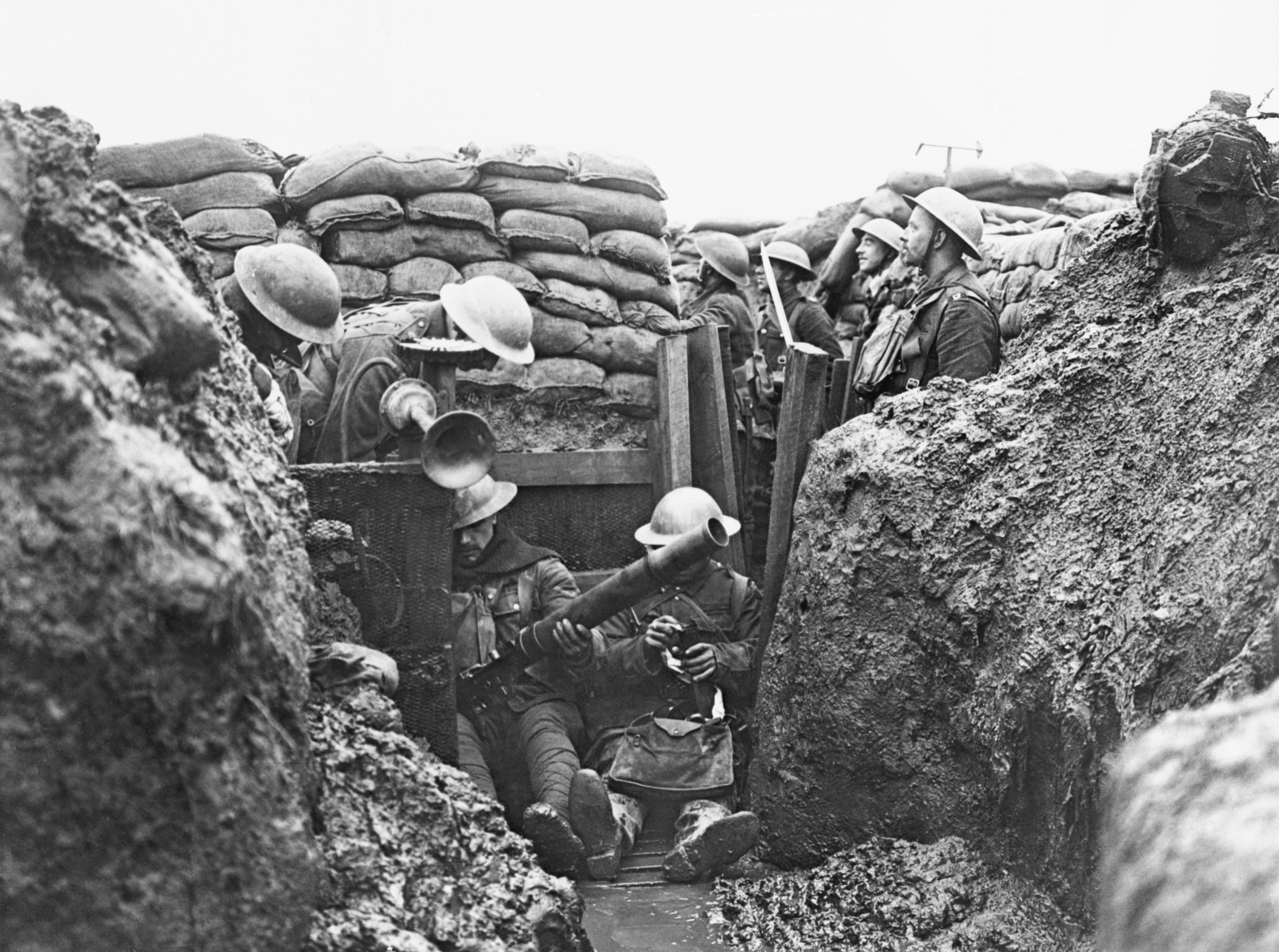
Britse loopgraaf aan het westfront

De Duitse legers marcheerden door België en Noord-Frankrijk. Ze rukten op tot vlak bij Parijs, hoewel deze stad niet het doelwit was van de aanval. De Fransen voerden ondertussen in de Elzas een aanval uit volgens hun eigen Plan XVII, maar werden bloedig afgeslagen. Massa's Franse infanterie rukten op tot de Duitse loopgraven, waar ze echter even massaal werden neergemaaid met mitrailleurs. Met hun felblauw-felrode uniformen vormden zij levende schietschijven.
De sikkelvormige opmars van de Duitsers door België en Noord-Frankrijk leek aanvankelijk redelijk volgens plan te verlopen. Luik en de cirkel van reusachtige forten eromheen werden binnen enkele dagen bezet. In de Slag om de Grenzen werd de Britse British Expeditionary Forces (BEF) verslagen. De Duitsers rukten op tot aan de rivier de Marne, waar de Fransen hen trachtten tegen te houden.

### Eerste Slag bij de Marne
Het Duitse leger kwam binnen 70 km van Parijs. Tijdens de Eerste Slag bij de Marne (6-12 september) konden de Franse en Britse troepen een Duitse terugtocht afdwingen. Ze maakten gebruik van een gat tussen het 1e en 2e leger. Hierdoor kwam een einde aan de Duitse opmars naar Frankrijk.
Het Duitse leger trok zich terug ten noorden van de rivier de Aisne. Het groef daar het begin van een statisch westfront, dat de komende drie jaar zou blijven bestaan. Na deze Duitse terugtrekking maakten de tegengestelde krachten wederzijdse uitwijkmanoeuvres, bekend als de Race naar de Zee. Ze breidden hun loopgravenstelsels snel uit, van de Zwitserse grens tot aan de Noordzee. Het door Duitsland bezette gebied had 64 procent van de Franse ruwijzerproductie, 24 procent van de staalproductie en 40 procent van de kolenindustrie in handen. Dit was een ernstige klap voor de Franse industrie.
Aan de kant van de geallieerden werden de laatste linies bezet door de legers van elk land die een deel van het front verdedigden. Vanaf de kust in het noorden waren de primaire strijdkrachten afkomstig uit België, het Britse Rijk en Frankrijk. Na de Slag om de IJzer in oktober beheerste het Belgische leger een 35 km lang West-Vlaams grondgebied langs de kust. Dit staat bekend als het IJzerfront, dat langs de rivier de IJzer en het kanaal van Yperlee, van Nieuwpoort naar Boezinge liep. Ondertussen nam de British Expeditionary Forces (BEF) een positie in op de flank, na een meer centrale positie ingenomen te hebben.

### Eerste Slag om Ieper
Van 19 oktober tot 22 november deden de Duitse strijdkrachten hun laatste doorbraakpoging van 1914 tijdens de Eerste Slag om Ieper, die uitmondde in een patstelling die voor beide zijden nadelig was.
Na de slag oordeelde Erich von Falkenhayn dat het voor Duitsland niet langer mogelijk was de oorlog met louter militaire middelen te winnen en op 18 november 1914 riep hij op tot een diplomatieke oplossing. De bondskanselier, Theobald von Bethmann Hollweg; Generalfeldmarschall Paul von Hindenburg, bevelhebber van Ober Ost (het opperste bevel van het Oostfront); en Hindenburgs plaatsvervanger, Erich Ludendorff, bleven geloven dat de overwinning haalbaar was door beslissende veldslagen. Tijdens het offensief van Lodz in Polen (11-25 november) hoopte Falkenhayn dat de Russen vatbaar zouden worden gemaakt voor vredesouvertures. In zijn gesprekken met Bethmann-Hollweg zag Falkenhayn Duitsland en Rusland als landen zonder onoplosbaar conflict en Frankrijk en Groot-Brittannië als de echte vijanden van Duitsland. Een vrede met slechts enkele annexaties van grondgebied leek ook mogelijk met Frankrijk, zodat Duitsland, wanneer Rusland en Frankrijk niet meer deelnamen aan de oorlog, zich kon concentreren op Groot-Brittannië en een lange oorlog zou kunnen voeren met de middelen van Europa tot zijn beschikking. Hindenburg en Ludendorff bleven geloven dat Rusland verslagen kon worden door een reeks veldslagen die opgeteld een beslissend effect zouden hebben, waarna Duitsland Frankrijk en Groot-Brittannië zou kunnen verslaan.

## 1915
Tussen de kust en de Vogezen was een westelijke uitstulping in de loopgravenlijn, de Noyon saillant, genoemd naar de veroverde Franse stad op het maximale punt van opmars nabij Compiègne. Joffre's plan voor 1915 was om de saillant op beide flanken aan te vallen om hem af te snijden. Het Vierde Leger had van 20 december 1914 - 17 maart 1915 in Champagne gestreden, maar de Fransen konden niet tegelijkertijd in Artois aanvallen. Het Tiende Leger vormde de noordelijke aanvalskracht en zou in oostelijke richting de Douai-vlakte aanvallen over een 16 kilometer lang front tussen Loos en Arras. Op 10 maart, als onderdeel van het grotere offensief in de Artois-regio, vocht het Britse leger tegen de Slag om Aubers Ridge van Neuve Chapelle. De aanval werd uitgevoerd door vier divisies langs een 3,2 kilometer lang front. Voorafgegaan door een verrassingsbombardement dat slechts 35 minuten duurde, boekte de eerste aanval veel vooruitgang en werd het dorp binnen vier uur veroverd. De opmars werd vervolgens vertraagd door bevoorradings- en communicatieproblemen. De Duitsers brachten reserves aan en deden een tegenaanval, waardoor de poging om de heuvelrug te veroveren werd tegengehouden. Omdat de Britten ongeveer een derde van hun voorraad artilleriemunitie hadden gebruikt, gaf generaal Sir John French de schuld voor de mislukking aan het tekort aan munitie, ondanks het vroege succes.

### Gasoorlogvoering
Alle partijen hadden de Vredesconferentie van Den Haag ondertekend, die het gebruik van chemische wapens in oorlogvoering verbood. In 1914 hadden zowel de Fransen als de Duitsers op kleine schaal pogingen ondernomen om verschillende traangassen te gebruiken, die niet strikt verboden waren door de eerste verdragen, maar die ook niet effectief waren. Het eerste gebruik van meer dodelijke chemische wapens was tegen de Fransen in de buurt van de Belgische stad Ieper.
Ondanks de Duitse plannen om de patstelling met de Fransen en Britten te handhaven, plande Albrecht van Württemberg, commandant van het 4e leger, een offensief in Ieper, de plaats van de Eerste Slag om Ieper in november 1914. De Tweede Slag om Ieper, in april 1915, was bedoeld om de aandacht af te leiden van offensieven aan het Oostfront en de Frans-Britse planning te verstoren. Na een twee dagen durend bombardement lieten de Duitsers een wolk van 168 lange ton (171 ton) chloorgas op het slagveld los. Hoewel het in de eerste plaats een krachtig irriterend middel is, kan het in hoge concentraties of langdurige blootstelling verstikken. Omdat het gas zwaarder was dan lucht, kroop het over niemandsland en dreef het de Franse loopgraven in. De groen-gele wolk begon enkele verdedigers te doden en de achtersten begonnen in paniek te vluchten, waardoor er een onweerlegbare kloof van 6 km in de geallieerde linie ontstond. De Duitsers waren niet voorbereid op een dermate groot succes en hadden onvoldoende reserves om de opening te exploiteren. Canadese troepen aan de rechterkant trokken hun linkerflank terug en stopten de Duitse opmars. De gasaanval werd twee dagen later herhaald en veroorzaakte een terugtrekking van de Frans-Britse linie van 5 km, maar de kans was verspeeld.
Het succes van deze aanval zou zich niet herhalen, want de geallieerden gingen de strijd aan met gasmaskers en andere tegenmaatregelen. Een voorbeeld van het succes van deze maatregelen kwam een jaar later, op 27 april in de Gasaanvallen bij Hulluch, 40 km ten zuiden van Ieper, waar de 16de (Ierse) Divisie verschillende Duitse gasaanvallen doorstond. De Britten reageerden met de ontwikkeling van hun eigen chloorgas en het gebruik ervan tijdens de Slag om Loos in september 1915. Wispelturige winden en onervarenheid leidden tot meer Britse slachtoffers van het gas dan Duitsers. Franse, Britse en Duitse troepen maakten allemaal gebruik van gasaanvallen voor de rest van de oorlog, waarbij ze in 1915 het dodelijker fosgeengas ontwikkelden en vervolgens het beruchte mosterdgas in 1917, dat dagenlang kon blijven hangen en langzaam en pijnlijk kon doden. Ook de tegenmaatregelen verbeterden en de impasse bleef voortduren.

### Luchtoorlog
Gespecialiseerde vliegtuigen voor luchtgevechten werden in 1915 geïntroduceerd. Vliegtuigen waren al in gebruik voor verkenning en op 1 april werd de Franse piloot Roland Garros de eerste die een vijandelijk vliegtuig neerschoot met een machinegeweer dat door de propellerbladen heen schoot. Dit werd bereikt door de bladen te versterken om de kogels af te ketsen. Enkele weken later maakte Garros achter Duitse linies een noodlanding. Zijn vliegtuig werd in beslag genomen en naar de Nederlandse ingenieur Anthony Fokker gestuurd, die al snel een aanzienlijke verbetering produceerde, de interruptor. Met de interruptor is het machinegeweer gesynchroniseerd met de propeller, zodat het in de tussenpozen vuurt wanneer de bladen van de propeller uit de vuurlinie zijn. Deze opmars werd al snel ingeluid met de Fokker E.I (Eindecker, of monoplan, Mark 1), het eerste eenzitsgevechtsvliegtuig dat een redelijke maximumsnelheid combineert met een effectieve bewapening. Max Immelmann zorgde voor de eerste bevestigde moord in een Eindecker op 1 augustus. Beide partijen ontwikkelden verbeterde wapens, motoren, casco's en materialen, tot het einde van de oorlog. Max Immelman huldigde ook de cultus van de aas in, waarvan de bekendste Manfred von Richthofen (de Rode Baron) is. In tegenstelling tot de mythe, zorgde luchtafweervuur voor meer doden dan de strijders.

### Voorjaarsoffensief
Het laatste geallieerde offensief van de lente was de Tweede Slag om Artois, een offensief om Vimy te veroveren en op te rukken naar de vlakte van Douai. Het Tiende Franse Leger viel op 9 mei aan na een zesdaags bombardement en rukte 5 kilometer op om de heuvelrug van Vimy te veroveren. Duitse versterkingen deden een tegenaanval en dreven de Fransen terug naar hun vertrekpunten omdat de Franse reserves waren ingehouden en het succes van de aanval als een verrassing was gekomen. Rond 15 mei was de opmars gestopt, hoewel de gevechten doorgingen tot 18 juni. In mei onderschepte het Duitse leger bij La Ville-aux-Bois een Frans document waarin een nieuw verdedigingssysteem werd beschreven. In plaats van te vertrouwen op een zwaar versterkte frontlinie zou de verdediging in een reeks echelons worden geregeld. De frontlinie zou een dunbevolkte reeks voorposten zijn, versterkt door een reeks sterke punten en een beschutte reserve. Als er een helling beschikbaar was, werden er langs de achterzijde troepen ingezet ter bescherming. De verdediging werd volledig geïntegreerd met het bevel over de artillerie op divisieniveau. Leden van het Duitse opperbevel bekeken dit nieuwe plan met enige instemming en het werd later de basis van een elastische diepteverdedigingsdoctrine tegen aanvallen van de geallieerden.
In de herfst van 1915 begon de "Fokker Scourge" effect te hebben op het slagveld toen geallieerde verkenningsvliegtuigen bijna uit de lucht werden gedreven. Deze verkenningsvliegtuigen werden gebruikt om de schutterij te leiden en vijandelijke versterkingen te fotograferen, maar nu werden de geallieerden bijna verblind door Duitse jagers. De impact van de Duitse luchtsuperioriteit werd echter verminderd door hun voornamelijk defensieve doctrine waarin ze de neiging hadden om boven hun eigen linies te blijven vliegen, in plaats van te vechten boven geallieerd grondgebied.

### Herfstoffensief
In september 1915 lanceerden de geallieerden van de Entente een nieuw offensief, met de Franse Derde Slag om Artesië, de Tweede Slag om de Champagne en de Slag bij Loos. De Fransen hadden zich in de hele zomer voorbereid van deze actie, waarbij de Britten meer van het front in handen kregen om de Franse troepen ruimte te geven voor de aanval. Het bombardement, dat door middel van luchtfotografie zorgvuldig was gepland, begon op 22 september. Het belangrijkste Franse offensief werd gelanceerd op 25 september en maakte aanvankelijk goede vorderingen, ondanks de draadverstrengelingen en mitrailleurposten. In plaats van zich terug te trekken, namen de Duitsers echter een nieuw diepteverdedigingsschema aan dat bestond uit een reeks verdedigingszones en stellingen met een diepte tot 8,0 km.
Op 25 september begonnen de Britten met de Slag bij Loos, een onderdeel van de Derde Slag om Artesië, die bedoeld was als aanvulling op het Champagne-offensief. De aanval werd voorafgegaan door een vierdaags artilleriebombardement van 250.000 granaten en het vrijkomen van 5.100 cilinders chloorgas. Bij de aanval waren twee korpsen betrokken bij de hoofdaanval en twee korpsen die afleidingsmanoeuvres uitvoerden bij Ieper. Vele Britse soldaten sneuvelden hierbij, vooral door machinegeweervuur tijdens de aanval en ze wonnen maar relatief weinig terrein voordat hun granaten opraakten. Een tweede aanval op 13 oktober ging weinig beter. In december werd commandant van de Britse strijdkrachten John French vervangen door Generaal Douglas Haig.

## De loopgraven
Verdedigingslinies werden gevormd door:
- De eerste linie, gevormd door voorposten, mitrailleursnesten e.d. Zij waren door kleine loopgraafjes met de hoofdlinie verbonden;
- De hoofdlinie, die de eigenlijke loopgraaf vormde. Hier verbleven de soldaten, en konden ze zich verplaatsen;
- Het achterland. Dit was via kleine loopgraafjes en spoorwegen met de hoofdlinie verbonden.

Tussen de Duitse en geallieerde loopgraven lag een strook modder, omgeploegd door granaatexplosies en infanterie, en bezaaid met landmijnen en prikkeldraad. Dit was het niemandsland.
Het enige wat groeide op het niemandsland en in de loopgraven was de grote klaproos. Daarom, en wegens zijn rode kleur die refereert aan het bloedvergieten, staat deze rode bloem symbool voor de Eerste Wereldoorlog.
Het leven in de loopgraaf was een nachtmerrie. Loopgraven vormden, met name in het voorjaar, de winter en de herfst, modderige geulen waarin men tot de knieën in de drek zakte. Alles werd vochtig en smerig, en het water drong door kleren en laarzen heen. Dit leidde tot "loopgravenvoeten", het opzwellen, infecteren en afsterven van de voet door de vochtige en onhygiënische omstandigheden. Lijken lagen her en der en vormden een bron van infecties. Op etensresten kwamen ratten af, die zich in hoog tempo vermenigvuldigden. Slechts als het front langere tijd vastlag trad er enige verbetering in de leefomstandigheden op.
Bij offensieven was het nog erger. De verdedigers werden aan artilleriebombardementen blootgesteld, soms dagenlang. Vervolgens trokken de aanvallers troepen samen en richtten de artillerie op de vijandelijke loopgraaf. Als (men dacht dat) alle vijandelijke artillerie en mitrailleursnesten uitgeschakeld waren viel de infanterie aan, onder dekking van granaatvuur. Soms was de coördinatie niet goed: dan verloren de soldaten hun dekking of werden door de eigen artillerie beschoten. Dit werd overigens ook opzettelijk gedaan als de infanterie niet snel genoeg opschoot. Zo maakten de soldaten de oversteek over het niemandsland naar de vijandelijke loopgraaf.
De verdedigers wisten echter meestal al door de dagenlange bombardementen wat er zou gaan gebeuren en trokken zich deels terug of groeven zich diep in. Hierdoor ontstond een saillant, waarin de aanvallende infanterie klem kwam te zitten. Mitrailleursnesten aan de flanken openden het vuur en verdedigende infanterie rukte op terwijl de eigen artillerie vaak te traag was omdat deze vast kwam te zitten in de modder in het niemandsland. Nu geheel zonder dekking werd de aanvallende infanterie vrijwel geheel afgeslacht, in veel gevallen tot en met de laatste man. In 1915 vonden dergelijke kleinere aanvallen regelmatig plaats.
De Duitsers hadden over het algemeen beter leefbare loopgraven dan de geallieerden. De geallieerden rukten vaker op dan de Duitsers, zodat ze niet lang op dezelfde plaats konden blijven. Naast alle smerigheid die ook veel ziektes met zich meebrachten, waren ook zaken als continue angst, eenzaamheid en eentonigheid een hel voor de soldaten.

## Resultaat
Beide partijen waren ongeveer even sterk en waren jarenlang niet in staat om een doorbraak te forceren. Er vonden over en weer regelmatig aanvallen plaats, vanaf 1915 ook met gifgas. Deze aanvallen leidden tot miljoenen doden en gewonden, maar veranderden wezenlijk niets aan het frontverloop. In 1918 wisten de Geallieerden uiteindelijk een doorbraak te forceren en op te rukken naar Duitsland. In 1919 tekenden de Duitsers uiteindelijk de overgave. Met de Vrede van Versailles zou er een einde komen aan de oorlog.

## Gedenktekens

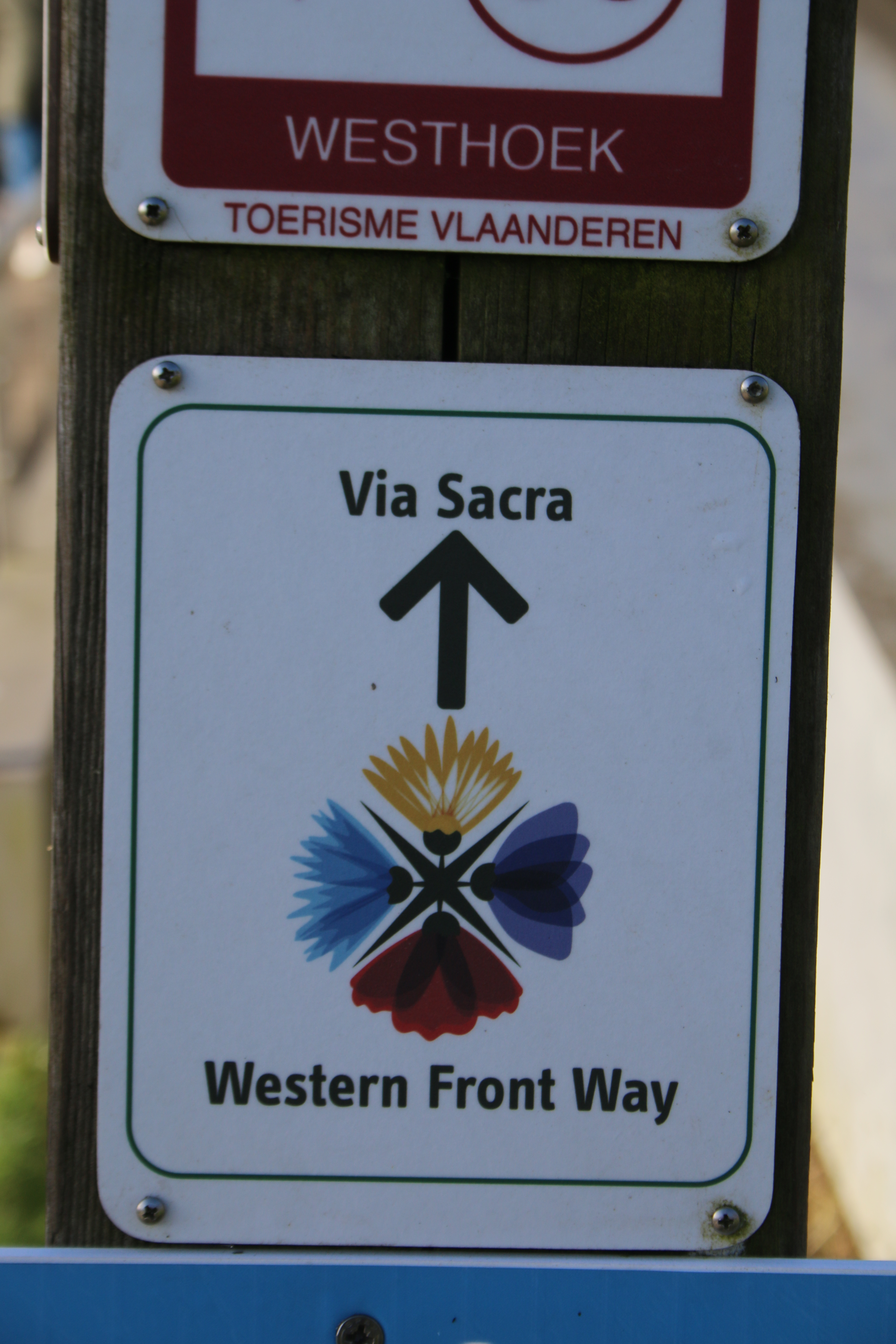
Western Front Way

Op initiatief van Touring club de France (TCF) en Touring Club de Belgique werden in de jaren twintig langs de frontlijn in België en Frankrijk gedenkstenen geplaatste die aangaven tot waar de Duitsers konden oprukken, de zogenaamde demarcatiepalen. Van de 118 geplaatste stenen is een groot aantal nog steeds bewaard. De Western Front Way is een langeafstandswandel- en fietsroute langs het westfront . In 2023 werden de Begraafplaatsen en herdenkingssites van de Eerste Wereldoorlog aan het Westfront op de Unesco-Werelderfgoedlijst geplaatst.